# Kožnatka ganžská
Kožnatka ganžská (Nilssonia gangetica) je druh kožnatky, vyskytující se v Jižní Asii v řekách jako je Ganga, Indus a Mahanadi. Patří mezi zranitelné živočišné druhy. Krunýř dosahuje délky až 94 centimetrů. Živí se hlavně rybami, obojživelníky, mršinami, a jiným živočišným materiálem, ale také vodními rostlinami.

## V kultuře
Tyto želvy jsou často chovány v chrámových jezírkách Urísy, kde jsou považovány za posvátné.

## Galerie

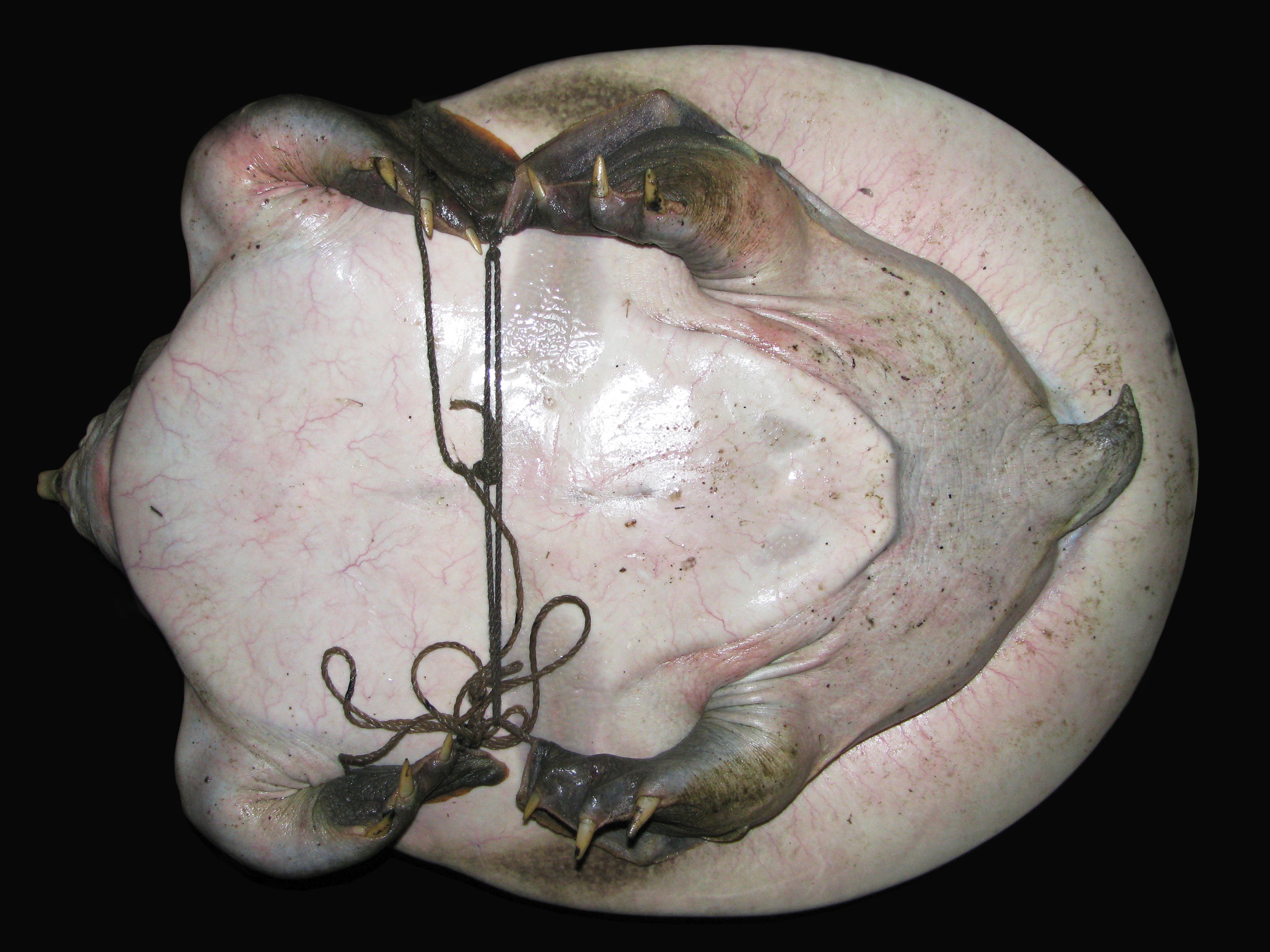
Ventrální strana Nilssonia gangetica
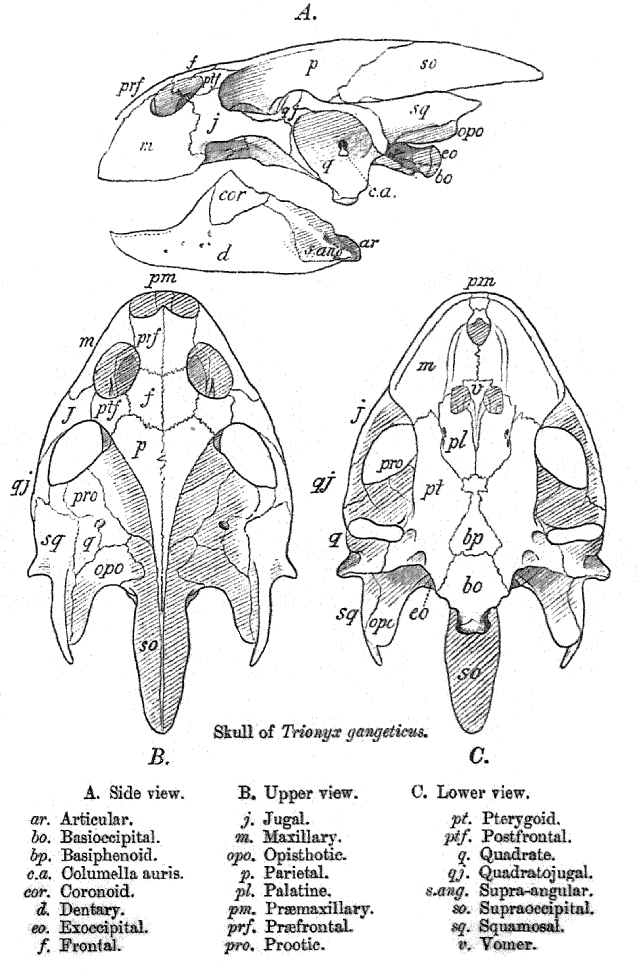
struktura lebky Nilssonia gangetica
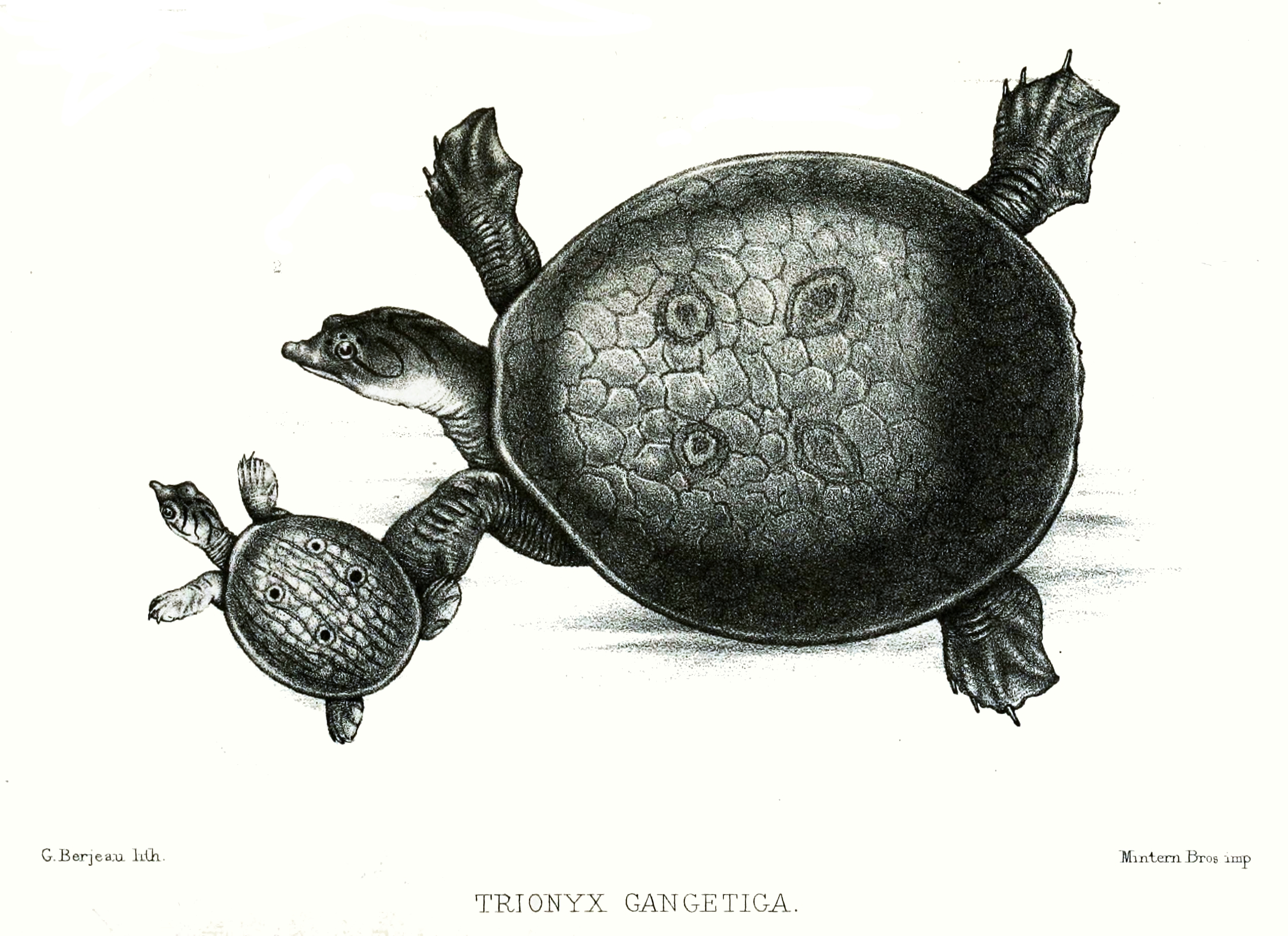